# 大生銀行
大生銀行有限公司（英語：Tai Sang Bank Limited）是香港一所具悠久歷史的華資銀行，由馬錦燦家族經營，總行位於中環德輔道中130-132號。曾於旺角及北角開設分行，亦在廣州、上海等地開設過數間分行，但均已結業。2022年於鰂魚涌英皇道開設提供保管箱服務的辦事處，接受非存戶申請使用保管箱。2024年，第二間保管箱辦事處於紅磡黃埔花園開業。

## 历史
1930年马锦灿与弟弟马锦暖合资在中国广東汕头设立了有发银庄。1936年，马锦灿举家迁香港。1937年马锦灿在西区文咸西街创办大生银号，并任经理。1961年2月21日，該銀行改組為大生銀行。
1984年，馬錦燦辭世，馬清偉接任成為董事長。

## 業務
大生銀行提供往來、儲蓄和定期三種存款服務，並覆蓋港元和人民幣兩類貨幣。
大生銀行亦提供保管箱、禮券、本票、外幣找換和貸款及物業按揭等銀行服務。